# Языки Эсватини
Эсватини — многоязычная страна. Официальным статусом обладают два языка: английский и свати. Уровень грамотности населения составляет 65-67 %. В Эсватини всего 9 языков: английский, африкаанс, зулу, коморский (диалект маоре), свати, сесото, тсонга, хинди, чева.

## Свати
Язык свати, в отличие от зулу и коса, относится к так называемой подгруппе текела группы нгуни. Отличительная особенность этой подгруппы — отсутствие перехода t в z в определённых условиях (в частности, перед i). Это можно видеть и в названии языка: свати — это самоназвание, а слово свази, употребляемое как название народа (и иногда как название языка), является зулусским (зулу относится к подгруппе зунда, где переход t → z осуществился; ср. свати: Siswati, зулу isiSwazi 'язык свати').
Свати является официальным языком Эсватини и ЮАР, на нём ведётся школьное обучение, теле- и радиостанции (в ЮАР действует радиостанция Ligwalagwala FM).
Активное языковое строительство началось после предоставления Свазиленду независимости, а в ЮАР — после создания бантустана КаНгване на племенных землях свази, где свати был также объявлен официальным языком; одна из сильнейших тенденций в развитии литературного свати — отграничение его от других родственных языков, в первую очередь от преобладающего зулу.

## Основные языки Свазиленда (2006 год)

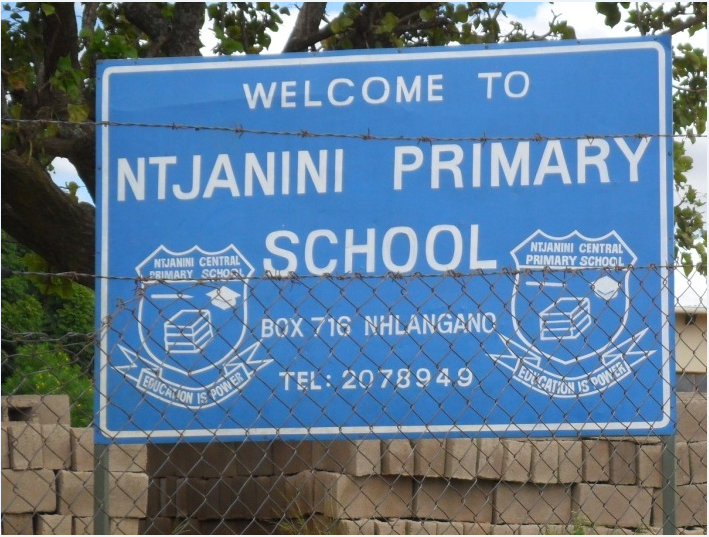
Надписи на знаке на английском языке в Эсватини.

| Язык       | Численность |
| ---------- | ----------- |
| Английский | 13,000      |
| Африкаанс  | 13,000      |
| Свати      | 980,000     |
| Тсонга     | 19,000      |
| Зулу       | 76,000      |